# 洛克人X5
《洛克人X5》是電視遊戲洛克人X系列主軸故事的第五集。PlayStation版於2000年11月30日由卡普空在日本發售，北美版則在2001年1月31日推出。

## 故事背景[3]
在前作的大戰後過了數個月，西格瑪（Sigma）仍然未被完全消滅，和平的日子過了不久，新的危機很快出現。這次西格瑪聯同僱傭兵戴納摩（Dynamo）把太空殖民地歐拉西亞（Eurasia）脫離軌道，落下到地球，以毀滅地球上的生物。
在殖民地即將降下的同時，西格瑪病毒不斷降落到地球，感染地面的改造機器人，使人類和機器人都陷入一片混亂之中。這時，艾克斯和傑洛必需在16小時之內收集零件，以完成武器艾尼格碼（Enigma），以消滅殖民地衛星。
由於本作原本是設為洛克人X系列的最後作品，因此在此作中加入了不少元祖洛克人以及以往洛克人X作品的元素。

## 遊戲系統

洛克人X5 遊戲主畫面

相較X4及以往作品，X5新增了不少新元素。
- 多重角色模式

有別於以往作品，玩家能同時使用艾克斯和傑洛進行遊戲。玩家亦能同時擁有幾套裝甲，但必需收集所有零件才能使用。
- 求救者救助

八個關卡中有不少求救者。救起他們能即時增加生命值，次數不限。
- 等級系統

玩家所用角色的獵人等級依角色每次任務的通關時間、打倒敵人數量和受到的傷害而定。
每位頭目都有等級，等級越高，生命值越大。而頭目的等級隨著殖民星降落到地球的時間而有所改變。
- 多重劇情

遊戲的劇情會視乎殖民衛星是否成功一次毀滅而定。
- 一旦失敗，就會由傑洛駕駛太空梭毀滅殖民星，假若太空梭任務失敗，則會出現更多劇情。

- 零件系統

每挑戰一位頭目都會拿到武器零件。而當頭目等級夠高時，即可拿到部件裝備並在角色身上作強化。
- 武器系統

玩家可隨時發射艾尼格碼（Enigma），而不需打倒頭目儲齊零件；假如第一次攻擊成功，則可不挑戰擁有太空梭零件的另外四位首領。
- 病毒現象

在某些關卡會出現西格瑪病毒，玩家需配備特定的部件才可消滅病毒，而被病毒擊中會使玩家健康狀態改變。
- 註：後期的傑洛型病毒比起西格瑪病毒擁有更高的感染力。

- 「蹲下」和「吊繩」

玩家能按下鍵使角色蹲下，對住吊繩按上鍵能使用吊繩。
- 通信支援

非正規獵人的領航員會在任務途中與玩家通訊，提供支援。
- 訓練模式

在模擬關卡中領航員會給予操作提示，協助過關。

## 有關事實

### 頭目命名
八大頭目的英文名字是根據樂隊槍與玫瑰的成員名字而定，如海潮鯨魚「Duff McWhalen」來自成員Duff McKagan、尖刺紅玫瑰「Axle the Red」源自成員Axl Rose、閃光螢火蟲「Izzy Glow」來自Izzy Stradlin等。

### 後作聯繫
在本作中的殖民星所在地，會在故事發展一世紀之後的洛克人Zero系列再度出現。
- 由於本作後續的原本是Zero系列。因此這令之後推出的X6和Zero系列的劇情有所矛盾。

### 歷代元素
本作包含了不少歷代洛克人的元素，以下是部分例子。
- 背景音樂

- 海外版的片頭BGM是洛克人X中傑洛自爆後的音樂《Variable X》和洛克人3中特武取得的BGM改版。
- 與頭目戴納摩（Dynamo）戰鬥時的BGM，是洛克人X2的反擊獵人第一關和第二關音樂重新編曲。
- 與頭目混亂壁畫·改戰鬥時的BGM，是X1的霸法戰鬥音樂改版。
- 海洋關卡的BGM是洛克人X2中泡沫巨蟹（Bubbly Crablos）的BGM重製版本。
- 零空間「起源」的戰鬥BGM是洛克人中挑戰洛克人元組1代威利城的頭目戰鬥音樂改版。
- 零空間「誕生」的BGM是洛克人2中快速人（Quick Man）首領的BGM重新編曲。

- 關卡設計

- 噴火暴龍關卡中第二區域其舞台樣式是改自洛克人2中威利城的第一關。
- 零空間「起源」是洛克人2裡面快速人（Quick Man）關卡的改版。
- 零空間「哀愁」是洛克人X裡的西格瑪神殿第二階段頭目房間重製而成。
- 零空間「誕生」的開頭地形與洛克人2裡的泡沫人（Bubble Man）關卡極為酷似。

- 頭目

- 噴火暴龍關卡中的中級頭目-機器翼手龍是改自洛克人2中威利城中第一關的頭目機械龍。
- 八大頭目其中之一的「黑暗蝙蝠」，其武器「黑暗定身」是根據洛克人2中閃光人的時間暫停和洛克人4中燈泡人的暫停閃光製作而成，而其吸血和發射音波的攻擊則是參考洛克人7的蝙蝠人製作而成。
- 八大頭目其中之一的「閃電烏賊」，其武器「三重閃電」是根據元祖1代中電流人的武器「閃電光束」複刻而成。
- 頭目「影子惡魔」是根據元祖1代的黃色惡魔（Yellow Devil）製作而成，到戰鬥後期的機器是基於洛克人6的威利機器（Wily Machine）製作而成。
- 頭目混亂壁畫·改是X1裡西格瑪要塞第二階段頭目混亂壁畫的改版。
- 西格瑪的第二形態是仿效洛克人3、洛克人世界4最終頭目製作而成的巨型西格瑪機械人。

## 主題曲

### 開場
- 『Monkey』

作詞：森久保祥太郎
作曲：森久保祥太郎
編曲：Mosquito-Milk
歌  ：Mosquito-Milk

### 結局
- 『水の中』

作詞：森久保祥太郎
作曲：森久保祥太郎
編曲：Mosquito-Milk
歌  ：Mosquito-Milk

## 其他媒體
本作於發售後不久，青文出版社即取得改編版權，推出由台灣漫畫家吳合意編繪之漫畫版，於《強棒強棒》連載。
該漫畫版除故事一改原作沉重的風格成為喜劇外，許多設定與原作大相逕庭，條列如下：
- 原作中只感染機器人的西格瑪病毒，漫畫版中則改為連人類都會感染，使用方式為注射。此外西格瑪病毒也變成了類似生物武器的物品，並且有解藥及抗體。
- 漫畫版中任何感染西格瑪病毒的機器人都會在一定時間內大幅強化能力，而西格瑪旗下的所有機器人都被下了一定量的病毒，要是背叛西格瑪就會在病毒影響下自爆死亡（只感染微量病毒則只會變得虛弱）。
- 原作中的歐拉西亞殖民地為一修復中殖民地，漫畫版中則有大量人類居住，且因艾克斯與非正規機械人獵人總部的裡應外合，並未墜落地球。
- 新月灰熊在漫畫版被設定為原是農業用機器人，之後因其他農業機器人暴走導致其成為人類（包括其「小主人」）發洩對象，於是憤而加入西格瑪。
- 閃電烏賊在漫畫版被設定為曾是傑洛的學弟，後來在被自己尊敬的上司蒙在鼓裡之下，殺了掌握上司洗錢證據之重要證人，得知真相後忍痛殺害上司，傍偟之時被西格瑪拉攏成為發電站首領。
- 尖刺紅玫瑰在漫畫版成為西格瑪病毒的實驗體，強化完成後因為暴走而摧毀閃光螢火蟲的研究所。漫畫版設定其於面罩底下有一嘴巴，不僅能流唾液且可啃咬機器人，興奮時會不停喃喃說著「實驗體」三字。
- 閃光螢火蟲在漫畫版為西格瑪病毒開發者，在西格瑪要求下將尖刺紅玫瑰作為實驗體。之後研究所被暴走的尖刺紅玫瑰搗毀，閃光螢火蟲也身受重傷。
- 疾風飛馬和噴火龍在漫畫版被設定為西格瑪秘密基地的直屬護衛。
- 海潮鯨魚在漫畫版成為替西格瑪處決叛徒者。
- 黑暗蝙蝠在漫畫版中為西格瑪心腹，好阿諛奉承，實際上為一貪生怕死的牆頭草。
- 漫畫版中八大頭目的名字亦有更動，條列如下

- 新月灰熊-大黑熊
- 閃電烏賊-金剛
- 閃光螢火蟲-閃電
- 尖刺紅玫瑰-玫瑰紅煞
- 疾風飛馬-螺旋飛馬（※當年台灣某代理攻略本譯名）
- 噴火龍-噴火暴龍（※當年台灣某代理攻略本譯名）
- 海潮鯨魚-泰坦鯨魚（※當年台灣某代理攻略本譯名）
- 黑暗蝙蝠-暗闇蝙蝠

- 由於漫畫版大改劇情之故，原作中與傑洛身世、威利博士相關的部份全被砍除。
- 傑洛在漫畫版故事中段敗給暴走的尖刺紅玫瑰，被抓回西格瑪秘密基地，最後成為病毒實驗體2號與艾克斯對決。
- 西格瑪發動叛亂的原因在漫畫版裡改為「單純想以病毒導彈毀滅地球」。
- 漫畫版艾克斯只會在危機時因應對手來召喚裝甲，並且會大幅強化身體機能，後期劇情由於被移除限制程式變成自由召喚。
- 由於當年將非正規機械人獵人譯為「機器警察」的影響，漫畫版將所有主角方角色都設定為警察，且設定上除少數的高層外警界人士均為機器人。
- 漫畫版中戴納摩一樣是僱傭兵，但變成當西格瑪在歐拉西亞上被擊敗，陷入危機時敲詐了一筆天文數字的金額作為條件救出西格瑪，其後盜取了病毒解藥背叛他，並轉而協助艾克斯。

## 外部連結
- （日語）洛克人X5官方網頁

## 引用來源
1. ↑  . Capcom Entertainment Inc. 2000. （原始内容存档于2013-10-21）.
2. ↑  . Udon Entertainment. 2008: P.48–55. ISBN 978-1-89737-680-5.
3. ↑  . Capcom Entertainment Inc. 2000. （原始内容存档于2012-10-16）.
4. 1 2  . Udon Entertainment. 2008: P.48. ISBN 978-1-89737-680-5.
5. ↑  . Mega Man Corner. 2011  [2012-02-18]. （原始内容存档于2012-05-10）.